# Küstenbefestigung

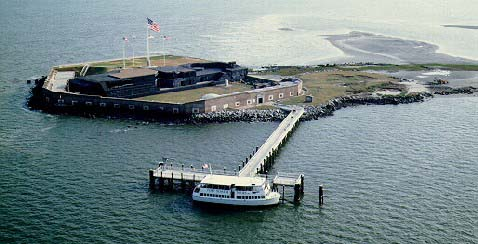
Luftaufnahme von Fort Sumter in den Vereinigten Staaten.

Küstenbefestigungen sind eine eigentümliche Art permanenter Befestigungen. Sie sind dazu konzipiert, gegen auf See befindliche Kriegsschiffe zu wirken. Anders als Landfestungen sind sie nicht gegen Angriffe von der Landseite befestigt.
Küstenbefestigungen sollen feindlichen Schiffen die Benutzung von Häfen, Reeden, das Einlaufen in Flussmündungen, Meerengen usw. verwehren. Da sie nur eine Beschießung von Schiffen, keinen förmlichen Angriff (Belagerung) zu erwarten haben, werden sie meist als offene Erdwerke, Strand- oder Küstenbatterien erbaut. Man baut(e) sie grundsätzlich nur für schwere Geschütze (Küstengeschütze), deren kleinstes Kaliber die 15 cm Kanonen sind. Jedes Geschütz steht zwischen zwei Traversen.
An Stellen, wo ein enges Fahrwasser mit geringer Geschützzahl und Besatzung beherrscht werden soll und nur ein beschränkter Bauplatz zur Verfügung steht, kann man Panzerwerke bauen. Die auf Mauerbauten ruhenden Panzerungen (in Großbritannien aus Walzeisen, in Deutschland aus Hartguss) sind entweder Batteriepanzer oder Panzerdrehtürme. Die Geschütze hinter Panzerungen liegen in Minimalschartenlafetten. Die Werke müssen so angelegt sein, dass sie gegen Hochflut, Seiten- und Rückenfeuer gesichert sind.
Als befestigte Kriegshäfen sollen die Küstenbefestigungen mit einer vor der Hafeneinfahrt liegenden feindlichen Flotte den Kampf aufnehmen, um das Auslaufen der eigenen Schiffe zu begünstigen und/oder eine Annäherung des Gegners zum Zweck der Beschießung von Zielen an Land (Häfen, Marineanlagen, Arsenale, Werften, Docks, Magazine usw.) zu verhindern. Diese Festungswerke baut man, da sie gegen einen Angriff vom Land gesichert sein müssen, geschlossen (Küsten-Fort). Zahl und Lage derselben richten sich nach der Örtlichkeit, die es auch, wenn in der Nähe des Hafens größere Landungen ausführbar sind, erfordern kann, an die Küstenbefestigungen eine Landfestung anzuschließen, wie es beispielsweise bei Kiel geschehen sollte.
Diese Befestigungen allein sind aber nicht ausreichend, sie bedürfen noch einer Absperrung des Fahrwassers durch Seeminen, feste oder schwimmende Barrikaden, beispielsweise versenkte Schiffe, schwimmende, durch Ketten verbundene und verankerte Balken, Taue, Netzwerk, Ketten usw., die innerhalb des Wirkungsbereichs der Geschütze liegen müssen.